# اکلاهما، شهرستان کلیرفیلد، پنسیلوانیا
اکلاهما (به انگلیسی: Oklahoma) یک منطقهٔ مسکونی در ایالات متحده آمریکا است که در شهرستان کلیرفیلد، پنسیلوانیا واقع شده‌است. اکلاهما ۲٫۰ کیلومتر مربع مساحت و ۷۸۲ نفر جمعیت دارد و ۴۳۸٫۹۲ متر بالاتر از سطح دریا واقع شده‌است.